# Kłomnice (gromada)
Kłomnice – dawna gromada, czyli najmniejsza jednostka podziału terytorialnego Polskiej Rzeczypospolitej Ludowej w latach 1954–1972.
Gromady, z gromadzkimi radami narodowymi (GRN) jako organami władzy najniższego stopnia na wsi, funkcjonowały od reformy reorganizującej administrację wiejską przeprowadzonej jesienią 1954 do momentu ich zniesienia z dniem 1 stycznia 1973, tym samym wypierając organizację gminną w latach 1954–1972.
Gromadę Kłomnice siedzibą GRN w Kłomnicach utworzono – jako jedną z 8759 gromad na obszarze Polski – w powiecie radomszczańskim w woj. łódzkim, na mocy uchwały nr 36/54 WRN w Łodzi z dnia 4 października 1954. W skład jednostki weszły obszary dotychczasowych gromad Kłomnice, Lipicze, Zdrowa i Michałów ze zniesionej gminy Kłomnice oraz obszar dotychczasowej gromady Bartkowice ze zniesionej gminy Zawada w tymże powiecie. Dla gromady ustalono 27 członków gromadzkiej rady narodowej.
1 stycznia 1958 do gromady Kłomnice przyłączono część zniesionej gromady Pacierzów (wieś Pacierzów, kolonia Pacierzów i kolonia Rzeki).
31 grudnia 1961 do gromady Kłomnice przyłączono wieś i parcelę Nieznanice oraz osadę fabryczną Aurelów ze zniesionej gromady Witkowice.
Gromada przetrwała do końca 1972 roku, czyli do kolejnej reformy gminnej. 1 stycznia 1973 w powiecie radomszczańskim reaktywowano gminę Kłomnice (od 1999 gmina znajduje się w powiecie częstochowskim w woj. śląskim).